# Pawieł Iwanow
Pawieł Pawłowicz Iwanow, ros. Павел Павлович Иванов (ur. 20 lutego?/5 marca 1903 we wsi Olszany w guberni wileńskiej, zm. ? w ZSRR) – radziecki wojskowy (major), funkcjonariusz Organizacji Todta, a następnie dowódca batalionu zapasowego 1 Dywizji Piechoty Sił Zbrojnych Komitetu Wyzwolenia Narodów Rosji podczas II wojny światowej.
W 1917 r. ukończył gimnazjum. Pracował jako agent handlowy oddziału transportowego kurskiego gubernialnego komitetu gospodarczego. Brał udział w wojnie domowej w Rosji. Walczył przeciwko wojskom Białych adm. Aleksandra W. Kołczaka, kozackim powstańcom gen. N. G. Chwostikowa, a następnie armii gruzińskiej. W poł. maja 1919 r. ochotniczo wstąpił do wojska bolszewickiego. Służył w Kurskim Batalionie Komunistycznym, od czerwca tego roku w 75 Samodzielnym Dywizjonie Kawalerii 25 Dywizji Strzeleckiej, zaś od sierpnia w Orłowskim Pułku Strzeleckim. W kwietniu 1920 r. ukończył tulskie kursy dowódcze piechoty, po czym objął dowództwo plutonu 253 Pułku Strzeleckiego 25 Dywizji Strzeleckiej. Od lipca tego roku dowodził plutonem 274 Pułku Strzeleckiego 31 Dywizji Strzeleckiej, zaś od maja 1921 r. plutonem 191 Pułku Strzeleckiego 22 Dywizji Strzeleckiej. W czerwcu tego roku został zastępcą dowódcy kompanii 1 Nowonikołajewskiego Pułku Komunistycznego. W listopadzie objął funkcję adiutanta w 3 Samodzielnym Batalionie Kannskim Oddziałów Specjalnego Przeznaczenia (CzON) Obwodu Nowosybirskiego. Od sierpnia 1922 r. pełnił tymczasowo funkcję szefa oddziału szkoleniowo-mobilizacyjnego kurskiego sztabu CzON. Od lutego 1923 r. był zastępcą szefa oddziału mobilizacyjnego sztabu 208 Samodzielnej Kompanii Specjalnego Przeznaczenia CzON. Od sierpnia tego roku dowodził plutonem kompanii. W lipcu 1924 r. został zastępcą dowódcy kompanii 18 Pułku Strzeleckiego 6 Dywizji Strzeleckiej. We wrześniu 1927 r. ukończył riazańską szkołę piechoty, po czym objął funkcję zastępcy dowódcy kompanii 19 Pułku Strzeleckiego 7 Dywizji Strzeleckiej. Od października 1929 r. dowodził kompanią 20 Pułku Strzeleckiego dywizji. W listopadzie 1931 r. został szefem sztabu 26 Samodzielnego Batalionu Karabinów Maszynowych. Od września 1932 r. był zastępcą szefa 2 oddziału sztabu Przygranicznego Rejonu Umocnionego. W lutym 1936 r. objął funkcję zastępcy szefa 1 oddziału sztabu 87 Dywizji Strzeleckiej. Od lipca 1936 r. stał na czele 1 oddziału sztabu Tyraspolskiego Przygranicznego Rejonu Umocnionego. Od stycznia 1938 r. dowodził pododdziałem 64 Samodzielnego Batalionu Karabinów Maszynowych. W listopadzie tego roku w stopniu majora został zastępcą dowódcy 20 Pułku Strzeleckiego 7 Dywizji Strzeleckiej. Pod koniec stycznia 1940 r. objął dowództwo 439 Pułku Zapasowego. Od końca marca tego roku dowodził 97 Pułkiem Zapasowym, zaś od końca lipca 395 Pułku Strzeleckiego 127 Dywizji Strzeleckiej. W poł. sierpnia dostał się do niewoli niemieckiej. Przebywał w oflagu XIII-D w Hammelburgu. Pod koniec 1941 r. wstąpił do kolaboracyjnej Rosyjskiej Robotniczej Partii Ludowej. W listopadzie 1942 r. objął funkcję komendanta ochrony Zarządu „Wołga” Organizacji Todta w rejonie Borysowa. Od kwietnia do lipca 1943 r. kierował robotami fortyfikacyjnymi w rejonie Newel-Wielkie Łuki. Od końca 1943 r. organizował ochronę obiektów przemysłowych nad Renem. Od listopada 1944 r. w stopniu majora dowodził batalionem zapasowym 1 Dywizji Piechoty Sił Zbrojnych Komitetu Wyzwolenia Narodów Rosji. Brał udział w marcu 1945 r. w ciężkich walkach nad Odrą, a następnie na pocz. maja tego roku w Pradze przeciwko Niemcom. Wraz z częścią dywizji poddał się Amerykanom. Został repatriowany do ZSRR. Po procesie skazano go na karę 20 lat łagrów. W październiku 1952 r. karę zmniejszono do 10 lat. Dalsze jego losy są nieznane.